# Thomas Brunnsteiner
Thomas Ernst Brunnsteiner (* 1974 in Leoben) ist ein österreichischer Journalist und Schriftsteller, der vor allem für seine literarischen Reisereportagen bekannt ist.

## Leben
Thomas Brunnsteiner wurde als Sohn der österreichischen Schriftstellerin, Fernseh- und Radiomoderatorin Christine Brunnsteiner geboren und wuchs in Eisenerz und Graz auf, wo er seine journalistische Karriere bei der Tageszeitung Neue Zeit begann. Nach Studienaufenthalten in Rom und Moskau zog Brunnsteiner nach Lappland, wo er seit 2001 in einem Dorf nahe der finnischen Stadt Kolari lebt.

## Werk
Bekannt wurde Brunnsteiner durch seine Reisereportagen, die seit Ende der 90er Jahre in Zeitungen wie Süddeutschen Zeitung, der Neuen Zürcher Zeitung, der Taz, der Frankfurter Rundschau, dem Standard, der Presse, und Magazinen und Zeitschriften wie mare, den Manuskripten, Reportagen und vielen anderen erschienen. Zwölf dieser Reportagen versammelte Brunnsteiner in seinem ersten Buch, der Sammlung Bis ins Eismeer, die 2007 im Wieser Verlag erschien. 2010 folgte im Kyrene Verlag sein erster Roman mit dem Titel Taten.
Brunnsteiners Reportagen, die der Gattung des New Journalism zuzurechnen sind, zeichnen sich aus durch eine „konsequente Subjektivität“, wie die Frankfurter Allgemeine Zeitung befand. Durch dieses hohe Ausmaß an Individualität lesen sich, so die FAZ weiter, seine Reportagen wie Kurzgeschichten. Ein weiteres markantes Kennzeichen seiner Reportagen ist die Tatsache, dass Brunnsteiner bevorzugt von den Randgebieten, z. B. entlegenen Dörfern, dem hohen Norden, oder aus Aserbaidschan berichtet, wie auch von Menschen, die am Rande der Gesellschaft stehen, z. B. vom Volk der Koltta-Sami in Lappland oder von serbischen Dissidenten im Moskauer Untergrund. Werner Schandor, Herausgeber der Zeitschrift Schreibkraft, verglich Brunnsteiners jüngere Arbeiten, die er als „stilistisch perfekte Prosakleinode“ bezeichnet, mit den postmodernen Schlüsseltexten eines Jorge Luis Borges.
Im März 2013 las Brunnsteiner auf Radio Helsinki Auszüge aus seinem zweiten, sich in Arbeit befindenden Roman. Eine weitere Sammlung von Reportagen in Buchform, so Brunnsteiner in der Sendung, sei ebenfalls in Vorbereitung.

## Plagiatsaffäre
Im August 2014 stellte sich heraus, dass der Schweizer Autor Urs Mannhart für seinen Roman Bergsteigen im Flachland Sätze, Personennamen, Ideen etc. aus mehreren Reportagen Brunnsteiners ohne dessen Zustimmung und ohne dessen Wissen übernommen hat. Der Schweizer Autor verschleierte laut der Neuen Zürcher Zeitung die Übernahmen auch nicht und bestätigte, dass er einzelne Elemente aus Brunnsteiners Reportagen in seinen Roman übernommen habe. Er entschuldigte sich gleichwohl dafür, die Quelle nicht deutlich gemacht zu haben. Mannharts Verlag „Secession“ stellte sich in einer Erklärung auf den Standpunkt, dass es sich zwar um ein kollegiales Fehlverhalten, aber angesichts der Art und Weise und des Umfangs der Übernahmen nicht um eine Verletzung des Urheberrechts handele. Brunnsteiner reichte daraufhin eine Klage gegen den Verlag und den Autor ein. Aufgrund dessen hat das Handelsgericht des Kanton Zürich im Oktober 2014 in einer einstweiligen Verfügung vorläufig „Urs Mannhart verboten, öffentlich aus dem Roman zu lesen; seinem Verlag war ausserdem der weitere Vertrieb des Buches und die Werbung für den Roman untersagt.“ In einer Vergleichsverhandlung am 22. Juli 2015 vor dem Handelsgericht Zürich, in welcher sich erstmals Urheberrechtsexperten mit dem Fall beschäftigten, wurde Brunnsteiner nahegelegt, sein Klage wegen Aussichtslosigkeit zurückzuziehen. Urs Mannhart habe in keiner Weise gegen das Urheberrecht verstoßen. Brunnsteiner zog seine Klage daraufhin zurück und verpflichtete sich, dem Verlag 20000 Schweizer Franken Schadenersatz zu zahlen. Der Roman Bergsteigen im Flachland ist seitdem wieder in unveränderter Form im Handel.

## Publikationen (Auswahl)
- Bis ins Eismeer. Zwölf Reportagen von den Einwohnern der Welt zwischen Polarkreis und Kaukasus, Wieser, 2007, ISBN 978-3-85129-660-0
- Jäämerelle saakka. Kaksitoista matkakertomusta. (in finnischer Sprache) Absurdia, 2010, ISBN 978-952-5516-06-7
- Taten. Ein Journal. (Roman) Kyrene, 2010, ISBN 978-3-900009-47-2
- „Reisbauern am Polarkreis.“ In: Reportagen, Heft 6, 2012, S. 48–63.
- „‚...weil sie alle schuld waren.‘ Notizen zu Frans Eemil Sillanpää und seinem Frommen Elend“. Nachwort. In: Frans Eemil Sillanpää: Frommes Elend. Guggolz, 2014, ISBN 978-3-945370-00-1